# Khety III
Wahkare Khety III o Akhtoy III (al papir de Torí, la lectura tradicional havia estat Khety Sa Neferkare) fou un faraó de la dinastia IX. Apareix com a Khety Sa i Khety, i fou el faraó que va emetre la famosa "instrucció a Merikare", un testament ple de paraules intel·ligents dirigides al seu fill Merikare. El seu regnat fou relativament llarg; va expulsar els asiàtics que s'havien establert al delta del Nil. Es va aliar amb un príncep o nomarca, Tefibi, i va ocupar Tanis, on va permetre saquejar les tombes dels avantpassats, cosa que ell mateix admet com un greu error en el seu testament. El va succeir el seu fill Merikare.
Podria tractar-se de la mateixa figura que Wahkare Akhtoy, mencionat com a faraó a Herakleòpolis, però no és segur.

## Títol
| Titulatura | Jeroglífic | Transliteració (transcripció) - traducció - (referències) |

| nswt&bity |

| nswt&bity |

| N5 | F35 | D28 |

| N5 | F35 | D28 |

| N5 | F35 | D28 |

| N5 | F35 | D28 |

| N5 | F35 | D28 |

| N5 | F35 | D28 |

| N5 | F35 | D28 |

| N5 | F35 | D28 |

| nswt&bity |

| nswt&bity |

| N5 | F35 | D28 |

| N5 | F35 | D28 |

| N5 | F35 | D28 |

| N5 | F35 | D28 |

| N5 | F35 | D28 |

| N5 | F35 | D28 |

| N5 | F35 | D28 |

| N5 | F35 | D28 |

| F32 · X1 | U33 | M17 | M17 | G7 |

| F32 · X1 | U33 | M17 | M17 | G7 |

| F32 · X1 | U33 | M17 | M17 | G7 |

| F32 · X1 | U33 | M17 | M17 | G7 |

| F32 · X1 | U33 | M17 | M17 | G7 |

| F32 · X1 | U33 | M17 | M17 | G7 |

| F32 · X1 | U33 | M17 | M17 | G7 |

| F32 · X1 | U33 | M17 | M17 | G7 |

| F32 · X1 | U33 | M17 | M17 | G7 |

| F32 · X1 | U33 | M17 | M17 | G7 |

| F32 · X1 | U33 | M17 | M17 | G7 |

| F32 · X1 | U33 | M17 | M17 | G7 |

| F32 · X1 | U33 | M17 | M17 | G7 |

| F32 · X1 | U33 | M17 | M17 | G7 |

| F32 · X1 | U33 | M17 | M17 | G7 |

| F32 · X1 | U33 | M17 | M17 | G7 |